# Meknassy
Meknassy ou Maknassy (arabe : المكناسي) est une ville du centre de la Tunisie, dépendant du gouvernorat de Sidi Bouzid, à 120 kilomètres à l'ouest de Sfax.
Petite ville au centre d'une municipalité comptant 14 773 habitants en 2014, elle constitue un centre administratif modeste (chef-lieu de délégation) et un centre de commercialisation pour les productions agricoles de la région avoisinante (notamment les fruits).
Son peuplement s'explique par la sédentarisation de tribus  (confédération des Hamama) qui nomadisaient dans cette région steppique.
La ville est internationalement connue pour l'élevage des chevaux pur-sangs arabes ainsi que pour l'organisation du festival annuel du pur-sang arabe dont la 25e édition s'est tenue du 13 au 15 mai 2006.